# Canon van Vlaanderen
De Canon van Vlaanderen behelst zestig historische Vlaamse ankerpunten ("vensters" genoemd) die het hedendaagse Vlaanderen vormgeven. Deze canon is een project waarbij de Vlaamse overheid een overzicht van gebeurtenissen, data, personen, tradities, boeken, voorwerpen en kunstwerken chronologisch liet bundelen om de geschiedenis van Vlaanderen sterker in de verf zetten.
De Vlaamse regering onder leiding van minister-president Jan Jambon (N-VA) kwam bij de regeringsonderhandelingen in 2019 tot het akkoord om in navolging van de Nederlandse canon ook een Vlaamse canon te ontwikkelen. Een onafhankelijke expertencommissie werkte bijna 3 jaar aan de Canon van Vlaanderen, alvorens het op 9 mei 2023 aan het grote publiek voor te stellen. Uit meer dan vijfhonderd mogelijke onderwerpen selecteerden zij zestig Vlaamse “vensters” die aandacht hebben voor politiek, cultuur, archeologie, economie, wetenschap, ecologie of sport.

## Overzicht
| Canonitem                                                  | Onderwerp                                                 | Periode                         |
| ---------------------------------------------------------- | --------------------------------------------------------- | ------------------------------- |
| Een plek in de wereld                                      |                                                           | 12.000 jaar geleden             |
| Neanderthalers in de Maasvallei                            | De oudste sporen van menselijke bewoning                  | ca. 500.000-38.000 jaar geleden |
| De nederzetting van Rosmeer                                | De eerste landbouwers                                     | ca. 5300-4590 v.Chr.            |
| Kelten op de Kemmelberg                                    | Keltische centralisatie van macht                         | ca. 800-500 v.Chr.              |
| Tongeren, Romeinse stad                                    | Romanisering van de Lage Landen                           | ca. 10 v.Chr. - ca. 400 n.Chr.  |
| Karel de Grote                                             | De Franken                                                | ca. 747-814                     |
| Hebban olla vogala                                         | Sporen van het oudste Nederlands                          | Einde 11e eeuw                  |
| De windmolen van Wormhout                                  | Vernieuwingen in de landbouw                              | ca. 1183                        |
| De verdwenen Zwinhavens                                    | Brugge, verbonden met de zee                              | ca. 1100-1500                   |
| Steden op de kaart van Al-Idrisi                           | Contacten met de moslimwereld                             | ca. 1154                        |
| Begijnhoven                                                | Vrouwen verenigen zich                                    | 13e eeuw                        |
| Reynaert de vos                                            | Literatuur in de volkstaal                                | ca. 1260                        |
| 1302                                                       | Sociale revoluties in de steden van Vlaanderen en Brabant | 1302                            |
| Het Lam Gods van de gebroeders Van Eyck                    | De middeleeuwse beeldtaal                                 | 1432                            |
| De slag bij Gavere                                         | De Bourgondiërs                                           | 1453                            |
| Het Ros Beiaard van Dendermonde                            | Processies en ommegangen                                  | Ten laatste 1460                |
| Het Mechels Koorboek                                       | Polyfone muziek in de Lage Landen                         | ca. 1515                        |
| Erasmus                                                    | Het humanisme                                             | ca. 1469-1536                   |
| Pedro de Gante                                             | Europeanen in een ‘Nieuwe Wereld’                         | ca. 1480-1572                   |
| Dulle Griet                                                | Pieter Bruegel de Oude en de renaissance                  | 1563                            |
| De Beeldenstorm                                            | Burgeroorlog in de Nederlanden                            | 1566                            |
| Simon Stevin                                               | De blik van de wetenschap                                 | 1548-1620                       |
| Cathelyne Van den Bulcke                                   | Heksenprocessen in Europa                                 | ? - 1590                        |
| Aanbidding door de koningen                                | Rubens en de barok                                        | 1624                            |
| Het bombardement van Brussel                               | Oorlogen in de Spaans-Habsburgse Nederlanden              | 1695                            |
| Keizerin Maria Theresia                                    | Verlichting in Europa                                     | 1717-1780                       |
| Mule Jenny                                                 | De komst van machines en fabrieken                        | ca. 1800                        |
| Het wetboek van Napoleon                                   | De Franse Tijd                                            | 1804                            |
| Een liberale grondwet                                      | België onafhankelijk                                      | 1830-1831                       |
| De eerste treinrit                                         | Het spoor ontsluit het land                               | 1835                            |
| Leeuw van Vlaenderen                                       | Hendrik Conscience en de Vlaamse Beweging                 | 1838                            |
| De aardappelcrisis                                         | ‘Arm Vlaanderen’                                          | 1845-1847                       |
| De vrijmaking van de Schelde                               | Antwerpen, poort naar de wereld                           | 1863                            |
| Emilie Claeys                                              | De ‘sociale kwestie’ in de 19e eeuw                       | 1855-1943                       |
| De intrede van Christus in Brussel in 1889 van James Ensor | Vernieuwing in de beeldende kunst                         | 1889                            |
| Bloednacht in Leuven                                       | Vechten voor stemrecht                                    | 1902                            |
| Marie Belpaire                                             | Meisjes naar school                                       | 1853-1948                       |
| Drie kraaiende hanen                                       | De Vlaamse beweging en de taalstrijd                      | 1910                            |
| De Ronde van Vlaanderen                                    | Het land van de koers                                     | 1913                            |
| Paul Panda Farnana                                         | Congo, veroverd en gekoloniseerd                          | 1888-1930                       |
| Treurend ouderpaar van Käthe Kollwitz                      | De Eerste Wereldoorlog                                    | 1914-1918                       |
| Multiculturele mijncités                                   | Steenkool in Limburg                                      | 1901-1992                       |
| De jeugdbeweging van Jozef Cardijn                         | Verzuiling en secularisatie                               | Jaren 1920                      |
| Ons Kookboek                                               | Culinaire canons                                          | 1927                            |
| De IJzertoren                                              | De erfenis van de Eerste Wereldoorlog                     | 1930                            |
| Het drama van Meensel-Kiezegem                             | De Tweede Wereldoorlog                                    | 1940-1945                       |
| De Dossinkazerne                                           | De Jodenvervolging tijdens de Tweede Wereldoorlog         | 1940-1945                       |
| Het Sociaal Pact                                           | De sociale zekerheid en de verzorgingsstaat               | 1944                            |
| Lintbebouwing                                              | Ruimtelijke ordening in Vlaanderen                        | 1948                            |
| Paula Sémer                                                | Televisie als venster op de wereld                        | 1925-2021                       |
| De Oostakkerse gedichten van Hugo Claus                    | Artistieke vernieuwing na 1945                            | 1955                            |
| De pil                                                     | Seksuele revolutie en vrouwenrechten                      | 1961                            |
| Le Plat Pays van Jacques Brel                              | Franstalige cultuur in Vlaanderen                         | 1962                            |
| De vastlegging van de taalgrens                            | België wordt een federale staat                           | 1962-1963                       |
| Staal in Vlaanderen                                        | Economische groei in de sixties                           | 1967                            |
| Rock Werchter                                              | Festivalcultuur                                           | 1975                            |
| De euro                                                    | Europese integratie                                       | 2002                            |
| Het homohuwelijk                                           | Holebi’s, van discriminatie tot emancipatie               | 2003                            |
| Goesting                                                   | Een standaardtaal voor Vlaanderen                         | 2004                            |
| De wereld in Vlaanderen                                    |                                                           | 2000                            |

## Doel
Het doel van een Vlaamse canon bestaat erin om het collectief geheugen van de Vlamingen te versterken, waarbij deze ook zou gebruikt kunnen worden door het Vlaamse onderwijs en bij het integratieproces van nieuwkomers. Net als in Nederland is de canon niet enkel bedoeld voor in de les geschiedenis. Het zou wel als hulpmiddel kunnen dienen ter inspiratie voor leraren in het basisonderwijs, en ook voor leraren van diverse vakken in het secundair onderwijs. In het regeerakkoord 2019-2024 staat beschreven:
Het is essentieel dat we de Vlaamse identiteit complexloos kunnen beleven, onder meer via gedeelde symbolen. Tegen die achtergrond vragen we aan een groep onafhankelijke experts om op wetenschappelijke basis een Canon van Vlaanderen op te stellen. Het gaat om een lijst van ankerpunten uit onze Vlaamse cultuur, geschiedenis en wetenschappen, die zowel in het onderwijs als in het kader van inburgeringstrajecten ter ondersteuning gebruikt worden.
Door het akkoord ontstond er een maatschappelijke discussie waardoor de commissie ervoor koos om de canon van Vlaanderen los te koppelen van de Vlaamse identiteit. Men wil de canon niet 'in beton gieten' en zou ten gepaste tijden aangepast worden door de commissie indien nodig. De canon van Vlaanderen moet volgens de opdrachtbrief die de commissie van minister Weyts meekreeg "vensters op de geschiedenis openen, geen deuren sluiten", en ook "functioneren als een bijdrage aan het collectief geheugen, en aan de dialoog tussen alle inwoners."
De voorwaarde van Gerard dat het project niet identitair of natievormend zou zijn, werd gereflecteerd in de opdrachtbrief. Dumolyn verklaarde dat geen enkel commissielid uitging van het bestaan van een essentiële Vlaamse identiteit en dat zoiets ook helemaal niet bestond. Daarentegen noemden beleidsnota's van de Vlaamse regering de canon een instrument om de "Vlaamse identiteit te versterken" en verklaarde minister-president Jambon dat de canon "natuurlijk de Vlaamse identiteit [moest] bevorderen". Dumolyn zag geen graten in deze dubbelzinnigheid en beweerde dat er in de teksten niets zou staan dat gerecupereerd of misbruikt kon worden.

## Samenstelling commissie
De commissieleden hebben diverse achtergronden, onder andere filosofie, archeologie, literatuurwetenschappen en kunstgeschiedenis. Jan Dumolyn is met Emmanuel Gerard de enige professor geschiedenis in de canoncommissie. 
De volgende personen zetelen in de commissie:
- Emmanuel Gerard (voorzitter)
- Jan Dumolyn
- Tinneke Beeckman
- Kevin Absillis
- Wim De Clercq
- Frank Willaert
- Hind Fraihi
- Katlijne Van der Stighelen
- Cathérine Verleysen

## Kritiek
Sinds de beslissing om een canon van Vlaanderen te ontwikkelen ontstond er een maatschappelijke discussie tussen wetenschappers, academici en de cultuursector. De voornaamste kritiek zou zijn dat de "Vlaamse canon neigt naar superioriteitsdenken" en dat "het Vlaanderen van vroeger niet hetzelfde is als het Vlaanderen van vandaag". Ook de Vlaamse Vereniging van Leraren Geschiedenis en Cultuurwetenschappen (VVLG) stelt dat een canon "een fout beeld ophangt van het verleden".
Ondanks de kritiek blijft de Vlaamse regering bij haar standpunt dat een canon vooral een positief project is om het collectief geheugen van Vlaanderen te versterken. Tijdens de lopende maatschappelijke discussie besloot productiehuis De Mensen een nieuwe documentairereeks, Het verhaal van Vlaanderen, te ontwikkelen. Hierbij gaat presentator Tom Waes op reis in Vlaanderen doorheen de geschiedenis.
De Vlaamse Academie voor Wetenschappen en Kunsten publiceerde in oktober 2022 een uitgebreide kritische nota van historici Marc Boone, Jo Tollebeek en Karel van Nieuwenhuyse. Zij vermoeden een poging om een anti-Belgisch canon te introduceren, opgelegd vanuit de Vlaams-nationalistische N-VA. Historicus Bruno De Wever verwierp het concept van een Canon, dat hij “een politiek project” noemt, bedoeld voor natievorming. Zijn broer, politicus Bart De Wever (NVA), was dan weer voorstander. Echter, in 2002 had Bart De Wever nog een andere mening, hij beweerde namelijk: "Geschiedenis laat zich niet canoniseren tot absolute en eeuwige waarheid. Een officiële versie van het verleden opleggen, als dienstmaagd voor het politieke heden, is typisch voor totalitaire regimes. In een democratie moet de overheid daaromtrent de grootste schroom aan de dag leggen."
Na de publicatie in mei 2023 werd in de pers een overwegend positief oordeel geveld, en waren verschillende groepen aangenaam verrast, mede door de – onverwachte – opname van elementen van tolerantie en diversiteit. Toch wezen critici op – volgens hen - hiaten of onevenwichten in de Canon: 
- “Het verhaal van Limburg komt te weinig voor in de nieuwe canon”[21]
- De migratiegolf die de grootste genetische impact heeft op het genoom van de Vlamingen, in de vroege bronstijd, is weggelaten. Volgens geneticus Maarten Larmuseau moet het "echte DNA van Vlaanderen" en dus de afkomst van het erfelijke materiaal ook een vermelding krijgen in de canon.[22]
- Bekende historische figuren ontbreken, onder meer Pater Damiaan, Paul van Ostaijen,[19], Priester Daens,[23], en Dirk Frimout.[22]
- Bekende fenomenen worden prominent, dan wel niet of nauwelijks vermeld. Dus wel aandacht voor de Reuskens van Borgerhout,[20] en krijgt de Ommegang van Dendermonde twee pagina’s, maar is het grotere carnaval in Aalst niet meer dan een voetnoot waard;[24] of ruim aandacht voor de muziekstijl New beat maar niets over de theaterbeweging Vlaamse Golf.[25]